# Quinto do ouro
O quinto era um imposto cobrado pela Coroa de Portugal e as casas de contratação sobre o ouro encontrado em suas colônias, nomeadamente no Brasil. Correspondia a uma quinta parte, ou seja, 20% do metal extraído e sua forma de cobrança variou conforme a época e a Coroa era feita das primeiras doações das capitanias hereditárias por D. João III de Portugal, em 1534. Mesmo antes do descobrimento de minas de ouro no Brasil, as "Ordenações do Reino" estabeleciam como direitos reais, entre outros, as minas de ouro e prata ou qualquer outro metal.

## História

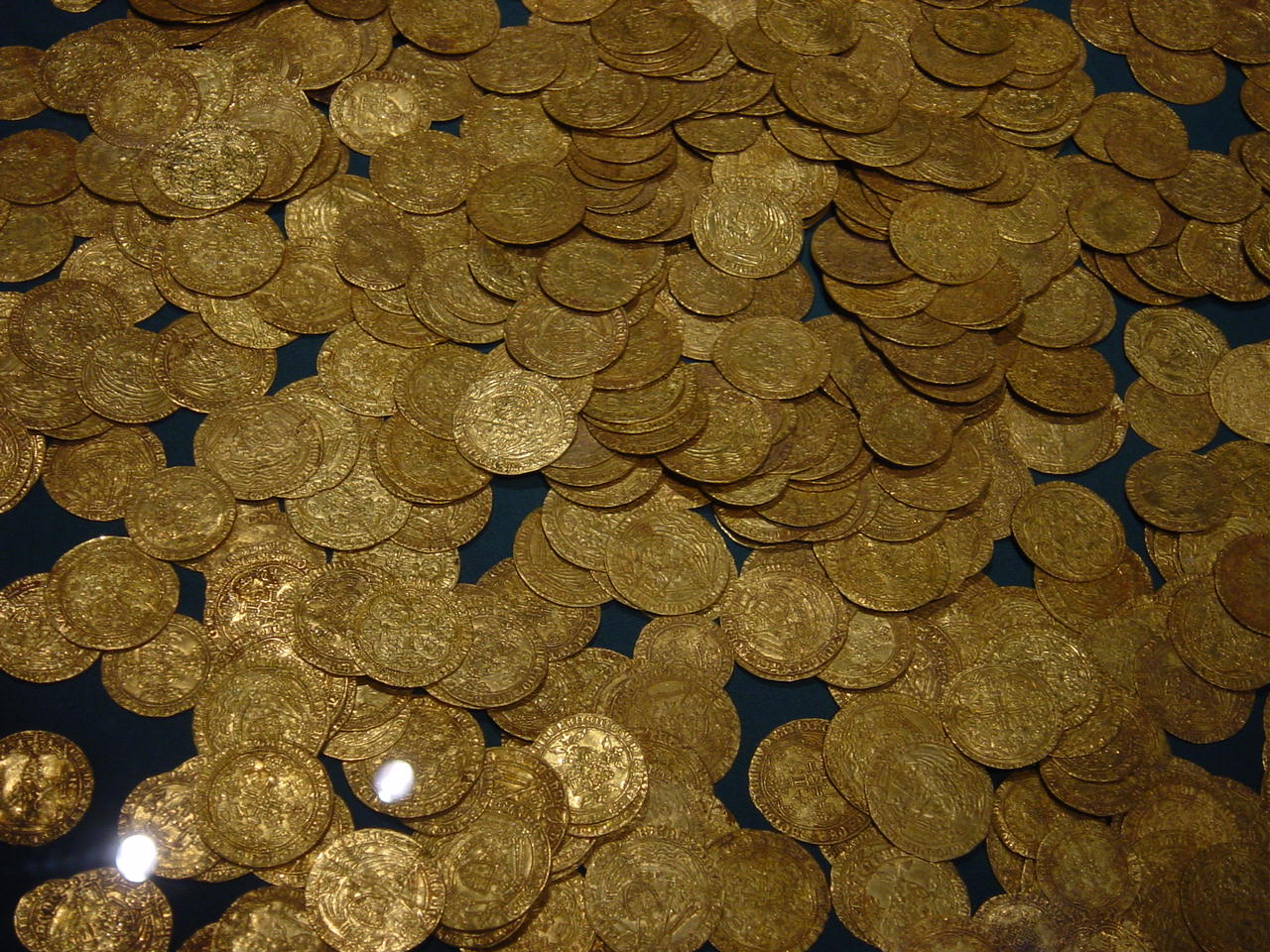

O primeiro registro de descobrimento de ouro no Brasil foi por volta de 1590. Em seguida, o ouro foi encontrado no litoral sul de São Paulo até Paranaguá e Curitiba, quando foram criadas as primeiras casas de fundição do Brasil foi na Vila Rica, atual Ouro Preto. Nelas, o ouro em pó era pesado e descontados um quinto do total extraído. O restante era fundido em barras marcadas com os cunhos reais e entregue a seu dono que só então podia dispor livremente do ouro, desde que não o levasse para fora do reino de Portugal - o que era proibido.
A notícia da descoberta de ouro e prata pelos espanhóis em seu território, situado a oeste do Meridiano das Tordesilhas (século XVI), estimulou nos portugueses (século XVI) a busca de metais e pedras preciosas na América Portuguesa. Havia, entre os primeiros colonizadores, a certeza da existência de riquezas metalíferas entre as áreas posicionadas mais ou menos na mesma altura das minas de Potosí. Os portugueses davam como certa a existência de minas no interior do Brasil, possivelmente próximas das capitanias de São Vicente (São Paulo), Santo Amaro (Rio de Janeiro) ou Espírito Santo.
A união das duas Coroas ibéricas facilitou a penetração no interior do Brasil pelos portugueses. Um dos mais ativos nessa diligência foi o governador-geral, D. Francisco de Sousa, Que pretendia o título de Marques das Minas, prometido pelo rei espanhol, Filipe II de Espanha a quem encontrasse ouro no Brasil. Em 1598, D. Francisco de Sousa seguiu para São Vicente, a fim de examinar pessoalmente os primeiros depósitos de ouro descobertos nessa capitania: o ouro das minas de Jaraguá, Bitiruna, Monserrate e Araçoiaba. Substituído no governo geral, em 1602, D. Francisco foi nomeado governador da Repartição Sul e incentivou novas buscas por metais preciosos. Apesar de não ter realizado seu intento - D. Francisco de Sousa morreu na capitania - em 1611, seu esforço foi fundamental para o que veio a seguir: as bandeiras, como ficaram conhecidas as novas expedições que partiam da vila de São Paulo em direção ao interior.
Não havia pressa em informar às autoridades sobre a descoberta de minas. Aos poucos a notícia se espalhou entre paulistas e taubateanos, atraindo-os para as minas dos cataguases, multiplicando ali os achados na última década do século XVII. Foi somente em 19 de junho de 1695 que o então governador do Rio de Janeiro, Sebastião de Castro Caldas anunciou oficialmente ao rei de Portugal, D. Pedro II, a descoberta de esmeraldas nos aluviões do rio das Velhas, a partir da famosa bandeira de Fernão Dias, concretizada pelo seu filho, Garcia Rodrigues Pais e Manuel Borba, o Gato.
Entre os séculos XVII e XIX, um conjunto de vias terrestre recebeu o nome genérico de "estradas reais", caminhos que desempenharam papel fundamental no processo de povoamento e exploração econômica do Brasil.
Apesar do rigor na criação de uma estrutura administrativa e fiscal, visando sobretudo a cobrança dos quintos, o imposto era desviado. Afonso Sardinha, o moço, em seu testamento (1604) declarou que guardava o ouro em pó em vasos de barro. Outro uso comum era o de imagens sacras ocas para esconder o ouro (daí a expressão "santo do pau oco"). Havia ainda o método de pulverizar o ouro ou reduzi-lo a partículas. No intuito de combater o contrabando a metrópole portuguesa proibiu o ouro em pó e pepitas sendo permitido apenas o ouro quintado em barras.

## Cobrança do quinto
O controle dos caminhos que ligavam os distritos mineradores à Bahia, São Paulo e Rio de Janeiro era complexo. Mais difícil ainda, era impedir a passagem pelas trilhas e picadas clandestinas. A "política dos caminhos", que definia as rotas proibidas e as de acesso permitido (vigiadas por milícias e entrepostos fiscais), era bastante restritiva e poderia mesmo, se levada às últimas consequências, inviabilizar a produção do ouro. Alguns poucos caminhos garantiam a ligação com o litoral: o Caminho Paulista e, em seguida, o Caminho Velho (1696); e o Caminho Novo (1698 e 1725). A união dessas rotas, e dos caminhos que levavam à região dos diamantes, deu origem à Estrada Real. As outras vias passaram a ser ilegais.
No decorrer do século XVIII, houve ocasião em que o confisco era maior do que o quinto pago. Nas minas do rio das Velhas e de Ouro Preto, o ouro circulava como ouro em pó (seu estado natural), pois, nessa época, não havia oficinas de fundição. Grande parte dos mineradores levava o ouro para a Bahia, com a finalidade de comprar o gado que era levado para as minas. As tentativas de fechar o caminho da Bahia (descaminhos) foram infrutíferas. Em primeiro de dezembro de 1710, o "governador de São Paulo e Minas de Ouro", Antônio de Albuquerque, lançou o chamado "Direitos de Entrada" - imposto cobrado pelo tráfego de pessoas, mercadorias e animais - alegando a necessidade de complementar o quinto para o pagamento de soldos e salários de funcionários civis. A arrecadação do novo imposto ficou a cargo das Câmaras das vilas. Em 1711, foram criadas as primeiras vilas nas Minas: Vila do Carmo, Vila Rica e Sabará. Dois anos depois, 1713, D. Brás Baltasar da Silveira decidiu fixar as fintas no valor anual de 30 arrobas a título dos quintos, cuja cobrança também ficou a cargo das Câmaras.
O sucessor de D. Brás no governo geral (São Paulo - 1717), D. Pedro de Almeida e Portugal, futuro conde de Assumar, seguiu para as Minas onde convocou uma junta na Vila do Carmo (março de 1718), que decidiu baixar a finta para 25 arrobas anuais e transferiu para a Fazenda Real a arrecadação e administração dos quintos. Assim, foram licitados os contratos de Direitos de Entrada dos caminhos Novo e Velho para o Rio de Janeiro e São Paulo, arrematado por 11 arrobas para o triênio 1718/21, e do caminho da Bahia e Pernambuco por 15 arrobas, para o mesmo período. A diferença indicava um maior movimento de mercadorias pelo caminho da Bahia.
Funcionários dos contratadores montavam guarda nos distritos e soldados patrulhavam os arredores para inibir a saída do ouro não quintado. Era contínuo o fluxo das tropas carregadas durante todo o ano. A remessa do ouro arrecadado com os impostos, entretanto, era feita uma vez por ano e levada em navios da frota para Portugal.

## Casas de fundição
As primeiras casas de fundição foram criadas em São Paulo (c.1601), Iguape (c.1637) e Paranaguá (1695). Mas, nem todo o ouro era quintado. A partir de 1695, com a nomeação de Carlos Pedroso da Silveira para o cargo de guarda–mor geral, teve início a implantação de uma estrutura administrativa e fiscal, visando sobretudo a cobrança dos quintos. Cerca de seis meses antes, janeiro de 1695 - no governo interino do mestre–de–campo André Cusaco, foi criada uma casa de fundição na vila de Taubaté para arrecadar o quinto do ouro das minas dos cataguases, (região de Ouro Preto). Em 1704, a casa de fundição foi transferida para Parati.
Na região do rio das Velhas, Manuel Borba Gato foi nomeado guarda–mor e recolheu, a partir de 1700, os primeiros quintos na "quinta do Bom Retiro do Santo Antônio". Os mineradores recebiam uma guia (certificado de recolhimento) onde era anotada a parte quintada. Mesmo assim, a arrecadação era incerta.